# یان سنت جان
یان سنت جان (انگلیسی: Ian St John؛ (زادهٔ ۷ ژوئن ۱۹۳۸ – درگذشتهٔ ۱ مارس ۲۰۲۱) بازیکن فوتبال اهل بریتانیا بود.
از باشگاه‌هایی که در آن بازی کرده‌است می‌توان به باشگاه فوتبال مادرول، باشگاه فوتبال لیورپول، باشگاه فوتبال کاونتری سیتی، و باشگاه فوتبال ترانمره راورز اشاره کرد.
وی همچنین در تیم ملی فوتبال اسکاتلند بازی کرده‌است.
او در یکم مارس ۲۰۲۱ و در ۸۲ سالگی براثر کهولت سن درگذشت.